# 杉基イクラ
杉基 イクラ（すぎもと いくら、SUGIMOTO IQURA、8月17日 - ）は、日本の漫画家。北海道夕張郡由仁町出身、埼玉県在住。女性。血液型A型。

## 来歴
『月刊Gファンタジー』（スクウェア・エニックス）にてくおん摩緒名義で2000年8月号から『テイルズ オブ デスティニー』を連載する。
その後、ペンネームを現在の杉基イクラに変更し、『ドラゴンエイジ』（富士見書房）にて『Variante -ヴァリアンテ-』と、『砂糖菓子の弾丸は撃ちぬけない』（原作：桜庭一樹）のコミカライズを担当した。『砂糖菓子の弾丸は撃ちぬけない』が高く評価され、現在は、『月刊アフタヌーン』（講談社）や『月刊ヤングジャンプ』（集英社）などの青年誌で活動中。
細田守監督の長編アニメ映画『サマーウォーズ』のコミカライズ版を『ヤングエース』（角川書店）において2010年6月号まで連載した。
『ヤングエース』2010年12月号より競技クイズを題材とした『ナナマル サンバツ』（協力：セブンワンダーズ）を連載開始。同作は2017年にテレビアニメ化され、日本テレビほかにて放送された。
2022年以降はよも灯（よもび）の名義でボーイズラブを中心に執筆している。

## 作品リスト

### 漫画作品

#### くおん摩緒名義
- たのしくなかよくやさしくね（1999年、光彩書房）
- Blurry Moon（2000年、光彩書房）
- 恋せよ*少年（2000年、光彩書房）
- テイルズ オブ デスティニー（2000年 - 2003年、月刊Gファンタジー、スクウェア・エニックス） - 単行本全5巻
- ひとりにしないでね（2004年、光彩書房）

#### 杉基イクラ名義
- Variante -ヴァリアンテ-（2004年 - 2006年、月刊ドラゴンエイジ、富士見書房） - 単行本全4巻
- 冥土in HEAVEN!（2006年、月刊ドラゴンエイジ） - 8月号、読み切り
- Cradle（パチスロ7EX、蒼竜社） - 短期3回連載
- 砂糖菓子の弾丸は撃ちぬけない（2007年 - 2008年、原作：桜庭一樹、月刊ドラゴンエイジ） - 単行本全2巻（「上巻・下巻」）
- もえタイ（2008年、月刊アフタヌーン、講談社） - 7月号-9月号、短期連載。単行本全1巻
- 高橋待ち（2008年、月刊ヤングジャンプ、集英社） - 11月号(前編)、12月号(後編)
- サマーウォーズ（2009年 - 2010年、原作：細田守、キャラクター原案：貞本義行、ヤングエース、角川書店） - 単行本全3巻
- もえタイ Burning GIRLS（2010年、月刊アフタヌーン） - 2010年3月号に掲載。『もえタイ』番外編の読み切り。
- サインズSigns (2010年、月刊ヤングジャンプ、集英社） - 8月号、読み切り:作・光永康則 、画・杉基イクラ
- 週刊新マンガ日本史 第43号『夏目漱石』（朝日新聞出版） - 2011年8月23日刊行
- ナナマル サンバツ（2010年 - 2020年、ヤングエース、角川書店） - 単行本全20巻
- ニーチェが京都にやってきて17歳の私に哲学のこと教えてくれた。（2018年 - 2019年、原作：原田まりる、作画：荒木宰、モバMAN、小学館） - キャラクター原案としてクレジット。
- 六人の嘘つきな大学生（あらすじ漫画版）[4]（2021年、原作：浅倉秋成、カドブン、KADOKAWA） - 2021年12月24日に掲載。小説原作のあらすじ漫画。
- 六人の嘘つきな大学生【プラス1】（2022年 - 2024年、原作：浅倉秋成、漫画：大沢形画、ヤングエース、KADOKAWA） - キャラクター原案としてクレジット。
- 境界のメロディ（2025年[5] - 、原作：宮田俊哉、キャラクター原案：LAM、ヤングエース、KADOKAWA）

#### よも灯名義
- どうしようもない、ぼくの初恋（2021年 - 2022年、B's‐LOVEY COMICS、KADOKAWA）
- 濡れ肌にキス（2021年 - 2023年、新書館）
- 甘咬みリップライン（2023年 - 2024年、新書館）

### イラスト
- サマーウォーズ（2009年、原作：細田守、著：蒔田陽平、角川書店、角川つばさ文庫） - 挿絵
- ラスト ラン　(2011年、著：角野栄子、角川書店 銀のさじ) - 表紙イラスト
- おれがあいつであいつがおれで（2012年、著：山中恒、角川書店、角川つばさ文庫） - 挿絵
- 角川まんが学習シリーズ 「日本の歴史」 - 11巻：黒船と開国 - 表紙イラスト[6]
- 見えない彼女の探しもの　(2014年、著：霧友正規、KADOKAWA、富士見L文庫) - 表紙イラスト
- ニーチェが京都にやってきて17歳の私に哲学のこと教えてくれた。（2016年、著：原田まりる、ダイヤモンド社）- 表紙イラスト